# 沙晓岚
沙晓岚（1962年—），男，江苏南京人，中国制片人、导演，毕业于上海戏剧学院舞台灯光设计专业。九三学社社员。北京锋尚世纪文化传媒股份有限公司董事长、总经理。一級舞美、燈光設計師。曾任中国人民解放军总政歌舞团灯光设计师、中国东方演艺集团有限公司一级舞美设计。曾多次担任中华人民共和国大型演出活动总导演、总制作人、灯光总设计。

## 拓展阅读
- 沙晓岚 - 上海戏剧学院 （页面存档备份，存于）